# Galileo Galilei (avviso)
Il Galileo Galilei è stato un avviso ad elica della Regia Marina.

## Storia
Progettato dal generale ispettore del Corpo del genio navale Carlo Vigna, il Galilei, unità con scafo in acciaio, fu uno degli ultimi avvisi della Regia Marina, nonché uno dei migliori: alle prove in mare raggiunse la velocità di 15,9 nodi, anche se quella effettiva una volta in servizio si rivelò di 11,9-12 nodi, non molto elevata. Oltre all'apparato motore la nave disponeva anche di due alberi a vele auriche (armamento velico a goletta) con pennone e picco.

Il Galilei a La Spezia, con colorazione coloniale, 1910 circa.

Tra il 1895 ed il 1897 il Galilei venne sottoposto a lavori di incremento dell'armamento: in aggiunta ai preesistenti quattro cannoni da 120 mm vennero imbarcati due cannoni da 57/43 mm e due cannoni a revolver da 37 mm. 
Tra il settembre 1896 ed il maggio 1898 l'avviso fu stazionario nel Bosforo, nel Mar di Marmara e nel Mar Nero, dove venne visitato dal principe Federico di Bulgaria.
Il 14 settembre 1898 la nave trasportò da Messina a Napoli 201 artiglieri che successivamente, imbarcati sul piroscafo Washington, vennero inviati a Candia, dov’erano in corso gravi disordini.
Il 15 agosto 1901 l'avviso trasportò a Palermo, per i funerali di Francesco Crispi, i rappresentanti del re d’Italia, l'ammiraglio De Libero, e dell'imperatore di Germania, von Rekowsky, nonché rappresentanti dei comuni di Roma e Napoli e di associazioni politiche, veterani, reduci e parecchi giornalisti (la nave giunse nelle acque del capoluogo siciliano a mezzogiorno).
Dal dicembre 1901 al gennaio 1902 il Galilei fu operativo in Mar Rosso, dove tornò poi nel luglio 1903, permanendovi sino al 1905. Nel novembre 1903 fu ad Aden, mentre il mese precedente era a Massaua. Il servizio in Mar Rosso includeva, tra l'altro, attività diplomatica ed idrografica e contrasto al contrabbando di armi ed al commercio degli schiavi.

Un’altra foto della nave nel golfo di La Spezia, intorno al 1900

Nel 1906 l'armamento del Galilei venne ridotto a quattro cannoni da 57/43 mm ed una mitragliera "MG". Nel 1910 l'equipaggio, che dagli originari 73 uomini, era salito ad 8 ufficiali e 77 tra sottufficiali e marinai, venne ridotto a 76 unità. 
Tra il giugno 1907 e l'ottobre 1911 la nave stazionò nuovamente nel Bosforo. Il 24 aprile 1909, durante gli scontri tra truppe turche e macedoni a Costantinopoli, il Galilei, al comando del capitano di corvetta Pepe (che in novembre sarebbe stato rimpiazzato dal parigrado Cipriani), contribuì alla difesa dell'ambasciata italiana, del consolato e dell'ospedale italiano con alcuni reparti di marinai che vennero schierati a terra. Quello stesso giorno il marinaio scelto Archimede Guidi, che si trovava a bordo dell'avviso, rimase mortalmente ferito alla testa da una fucilata partita accidentalmente, spirando poco dopo nell'ospedale italiano di Costantinopoli.
Nuovamente dislocato in Mar Rosso, il Galilei fu attivo in quelle acque anche durante la guerra italo-turca. Rientrato in Italia nel novembre 1912, fu disarmato il 1º novembre 1913.
Radiato il 14 dicembre 1913, il vecchio Galilei venne venduto per demolizione alla ditta “Bruno” di Genova il 22 febbraio 1915 e smantellato tra il 1915 ed il 1916.